# Strappo (affresco)

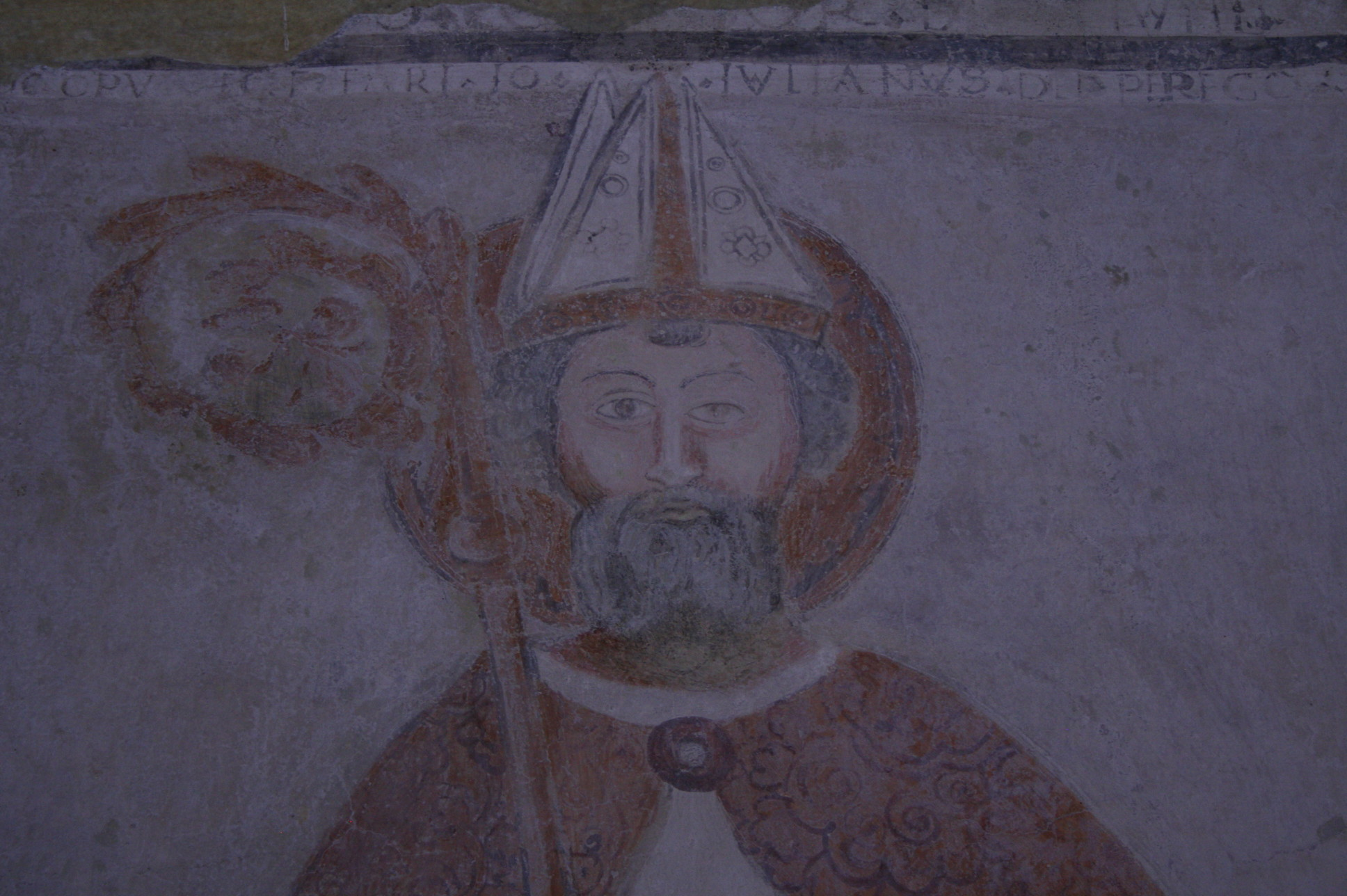
Basilica di Agliate, Battistero, strappo d'affresco

Lo strappo, come il massello o lo stacco, sono tecniche di rimozione di un affresco dalla parete originaria quando serve portarla ad un'altra collocazione. La rimozione di un affresco è una scelta importante che va valutata e che richiede l'autorizzazione della Sovrintendenza dei beni artistici, necessaria per ogni tipo di affresco, anche per quelli coperti e poco visibili.
Nel caso di pitture murali eseguite a secco o con leganti grassi la rimozione ed il trasferimento su supporto diverso l'operazione viene usualmente definita trasporto.

## Massello
La tecnica del massello, o stacco a massello, è molto antica: veniva usata già in epoca romana e consisteva nel tagliare la parte muraria ai lati del dipinto e quella sottostante, spostando non solo l'affresco ma una buona parte del muro sopra il quale era stato realizzato. Queste parti poi venivano rimosse a mezzo di assi di legno legate o catene. La tecnica non sempre garantiva l'integrità dell'affresco. Purtroppo tale tecnica favorì molti atti di vandalismo e furti di affreschi.

## Stacco
Abbandonata per anni la tecnica del massello, venne ripresa durante il rinascimento, per evitare che le opere d'arte muraria venissero deteriorate dal tempo o dalle ristrutturazioni necessarie, ma in forma leggermente variata: non veniva più rimossa tanta parte di muro ma la superficie veniva protetta con alcune tele, si incideva la parte laterale del dipinto e con vibrazioni causate da colpi di martello si rimuoveva la parte affrescata con un leggero strato di intonaco. Sicuramente anche questa tecnica era poco sicura, ma in questo modo si tentava di salvaguardare e riposizionare opere di artisti di rilievo che non si volevano perdere.

## Strappo
La tecnica dello strappo permette di rimuovere la pellicola pittorica  di 2 massimo 3 mm e posizionarla su una tela fissandola con un collante solubile in acqua. Fu inventata nel Settecento dal pittore Antonio Contri, anche se nel 1729 il restauratore Antonio Michelini aveva già strappato una tavola di Tiziano. Questa tecnica permette non solo di rendere facilmente ricollocabile una pittura, ma la trasforma da affresco a pittura su tela, quindi a disposizione di musei e gallerie d'arte favorendone il commercio e il collezionismo. La ricerca delle sinopie, le pitture preparatorie dell'affresco, dalla metà del XX secolo fu molto praticata e le stesse furono oggetto di grande attenzione da parte di studiosi e collezionisti.
La rimozione di un affresco dalla sua storica collocazione non è mai esente da rischi, ogni esecutore sperimenta e perfeziona la propria tecnica. È sempre preferibile eseguire l'operazione nei periodi estivi e su superfici che non contengono sali.

### La tecnica
Per rimuovere un affresco con la tecnica dello strappo è necessario sottoporre il dipinto alla carbonatazione, processo chimico che consente ai colori di penetrare nell'intonaco bagnato e con l'essiccazione diventare un corpo unico, garantendo al dipinto una longevità straordinaria.
Per togliere l'affresco, viene steso un impasto di colla calda non solubile in acqua sulla quale viene posta una tela robusta che diventa il supporto della pittura, quando la colla si sarà ben asciugata, si ripete l'operazione con una tela più sottile, e si lascia asciugare. Successivamente si rimuove il primo strato della tela, in questo modo la pittura è rimasta fissata sul secondo strato, che è la parte più forte.
L'affresco viene poi riportato sulla tela finale, tenuta ben tesa, con una miscela di calce e colla.
L'ultima parte è la svelatura, la pulizia della colla dalla tela con acqua calda, un poco alla volta per evitare che si rovini.
Il dipinto che ha mantenuto l'esatta decorazione dell'originale può essere posizionato su un telaio in legno e fissato alla parete.